# Vice-premier ministre du Québec
La vice-première ministre du Québec est la ministre responsable de seconder le premier ministre dans ses fonctions. 

## Historique
La fonction est créée en 1960 sous le gouvernement Jean Lesage avec le titre de « vice-président du Conseil exécutif », le président étant le premier ministre. Georges-Émile Lapalme, ancien chef de parti et homme fort du gouvernement, est le premier à occuper cette position.
Le titre de « vice-premier ministre » voit officiellement le jour en 1994 sous le gouvernement Daniel Johnson, fils. Au fil du temps, les titulaires du poste ont souvent été des figures politiques importantes de leur époque. Trois d'entre eux (Jean-Jacques Bertrand, Bernard Landry et Pauline Marois) sont d'ailleurs devenus premier ministre après avoir été vice-premier ministre. Depuis les années 1980, le poste est la plupart du temps confié à une personne du sexe opposé à celui du premier ministre en place afin d'assurer un équilibre.
Lors des élections générales québécoises de 2018, le poste est repensé par trois partis. Le Parti québécois instaure une nouvelle pratique concernant la nomination du vice-premier ministre. Un poste de vice-chef du parti est créé. Si le parti est appelé à former le gouvernement, son chef devient premier ministre et son vice-chef devient vice-premier ministre. Dans une logique similaire, Québec solidaire, qui possède deux co-porte-paroles, annoncent que l'un d'eux sera premier ministre et l'autre vice-premier-ministre. Il songe à attribuer le rôle de chef parlementaire au vice-premier ministre. Du côté de la Coalition avenir Québec, le parti propose de donner de nouveaux pouvoirs au vice-premier-ministre, notamment celui de parler au nom de l'ensemble du gouvernement et de veiller au suivi des engagements électoraux.
Durant la pandémie de maladie à coronavirus en 2020, la directive gouvernementale est de limiter au maximum le contact entre le vice-premier ministre et le premier ministre, dans l'éventualité où ce dernier tomberait malade et devrait être remplacé.

## Fonctions
Il s'agit d'une fonction essentiellement symbolique à laquelle peu de tâches formelles sont rattachées. Pour cette raison, le vice-premier ministre est souvent responsable, du même coup, d'un ou plusieurs ministères. Il peut être également appelé à représenter ou même remplacer temporairement le premier ministre.
Dans l'ordre de préséance du Québec, il occupe le rang situé entre le juge en chef du Québec et le chef de l'opposition officielle.

## Liste des titulaires
| Vice-premier ministre | Vice-premier ministre | Vice-premier ministre                              | Mandat      | Mandat       | Premier ministre      | Parti politique         |
| --------------------- | --------------------- | -------------------------------------------------- | ----------- | ------------ | --------------------- | ----------------------- |
| 1                     |                       | Georges-Émile Lapalme                              | 1960        | 1964         | Jean Lesage           | Libéral                 |
| 2                     |                       | Paul Gérin-Lajoie                                  | 1964        | 1966         | Jean Lesage           | Libéral                 |
| 3                     |                       | Jean-Jacques Bertrand                              | 1966        | 1968         | Daniel Johnson (père) | Union nationale         |
| 4                     |                       | Jean-Guy Cardinal                                  | 1968        | 1970         | Jean-Jacques Bertrand | Union nationale         |
| 5                     |                       | Pierre Laporte (1970) et Gérard D. Levesque (1972) | 1970        | 1976         | Robert Bourassa       | Libéral                 |
| 6                     |                       | Jacques-Yvan Morin                                 | 1976        | 1984         | René Lévesque         | Parti québécois         |
| 7                     |                       | Camille Laurin                                     | 1984        | 1984         | René Lévesque         | Parti québécois         |
| 8                     |                       | Marc-André Bédard                                  | 1984        | 1985         | René Lévesque         | Parti québécois         |
| 8                     | Pierre-Marc Johnson   | Marc-André Bédard                                  | 1984        | 1985         |                       | Parti québécois         |
| 9                     |                       | Lise Bacon                                         | 1985        | 1994         | Robert Bourassa       | Libéral                 |
| 10                    |                       | Monique Gagnon-Tremblay                            | 1994        | 1994         | Daniel Johnson (fils) | Libéral                 |
| 10                    | 2003                  | Monique Gagnon-Tremblay                            | 2005        | Jean Charest |                       | Libéral                 |
| 11                    |                       | Bernard Landry                                     | 1994        | 2001         | Jacques Parizeau      | Parti québécois         |
| 11                    | Lucien Bouchard       | Bernard Landry                                     | 1994        | 2001         |                       | Parti québécois         |
| 12                    |                       | Pauline Marois                                     | 2001        | 2003         | Bernard Landry        | Parti québécois         |
| 13                    |                       | Jacques P. Dupuis                                  | 2005        | 2007         | Jean Charest          | Libéral                 |
| 14                    |                       | Nathalie Normandeau                                | 2007        | 2011         | Jean Charest          | Libéral                 |
| 15                    |                       | Line Beauchamp                                     | 2011        | 2012         | Jean Charest          | Libéral                 |
| 16                    |                       | Michelle Courchesne                                | 2012        | 2012         | Jean Charest          | Libéral                 |
| 17                    |                       | François Gendron                                   | 2012        | 2014         | Pauline Marois        | Parti québécois         |
| 18                    |                       | Lise Thériault                                     | 2014        | 2017         | Philippe Couillard    | Libéral                 |
| 19                    |                       | Dominique Anglade                                  | 2017        | 2018         | Philippe Couillard    | Libéral                 |
| 20                    |                       | Geneviève Guilbault                                | Depuis 2018 | Depuis 2018  | François Legault      | Coalition avenir Québec |